# Epibryon leucobryi
Epibryon leucobryi är en svampart som beskrevs av Döbbeler & Poelt 1978. Epibryon leucobryi ingår i släktet Epibryon och familjen Pseudoperisporiaceae.   Inga underarter finns listade i Catalogue of Life.